# Ministre chargé des Droits de l'homme
Dans trois gouvernements de la Ve République française, a existé un secrétariat d'État ou un ministère chargé spécifiquement des droits de l'homme.

## Liste des titulaires
Les dates indiquées sont les dates de prise ou de cessation des fonctions, qui sont en général la veille de la date du Journal officiel dans lequel est paru le décret de nomination.
| Ministre délégué ou secrétaire d'État | Ministre délégué ou secrétaire d'État | Ministre délégué ou secrétaire d'État | Intitulé                                                                   | Parti politique                   | Ministre de tutelle               | Ministre de tutelle               | Intitulé                                        | Gouvernement                      | Début                             | Fin                               |
| Présidence de François Mitterrand     | Présidence de François Mitterrand     | Présidence de François Mitterrand     | Présidence de François Mitterrand                                          | Présidence de François Mitterrand | Présidence de François Mitterrand | Présidence de François Mitterrand | Présidence de François Mitterrand               | Présidence de François Mitterrand | Présidence de François Mitterrand | Présidence de François Mitterrand |
| ------------------------------------- | ------------------------------------- | ------------------------------------- | -------------------------------------------------------------------------- | --------------------------------- | --------------------------------- | --------------------------------- | ----------------------------------------------- | --------------------------------- | --------------------------------- | --------------------------------- |
|                                       |                                       | Claude Malhuret                       | Secrétaire d'État chargé des Droits de l'homme                             | UDF-PR                            |                                   | Jacques Chirac                    | Premier ministre                                | Chirac 2 (cohabitation)           | 20 mars 1986                      | 10 mai 1988                       |
|                                       |                                       | Lucette Michaux-Chevry                | Ministre déléguée chargée de l'Action humanitaire et des Droits de l'homme | RPR                               |                                   | Alain Juppé                       | Ministre des Affaires étrangères                | Balladur (cohabitation)           | 30 mars 1993                      | 18 mai 1995                       |
| Présidence de Nicolas Sarkozy         |                                       |                                       |                                                                            |                                   |                                   |                                   |                                                 |                                   |                                   |                                   |
|                                       |                                       | Rama Yade,                            | Secrétaire d'État chargée des Affaires étrangères et des Droits de l'homme | UMP                               |                                   | Bernard Kouchner                  | Ministre des Affaires étrangères et européennes | Fillon 2,                         | 19 juin 2007                      | 23 juin 2009                      |

### Décrets
Décrets relatifs à la composition du gouvernement ou aux attributions du ministre, parus au Journal officiel de la République française (JORF), sur Légifrance :
1. ↑  Décret du 20 mars 1986 portant nomination des membres du Gouvernement.
2. ↑  Décret no 93-806 du 26 avril 1993 relatif aux attributions du ministre délégué à l'action humanitaire et aux droits de l'homme.
3. ↑  Décret du 30 mars 1993 relatif à la composition du Gouvernement.
4. ↑  Décret no 2007-1094 du 13 juillet 2007 relatif aux attributions déléguées à la secrétaire d'Etat chargée des affaires étrangères et des droits de l'homme.
5. ↑  Décret du 19 juin 2007 relatif à la composition du Gouvernement.
6. ↑  Décret du 23 juin 2009 relatif à la composition du Gouvernement.

### Autres sources
1. ↑  « Rama Yade, secrétaire d'Etat aux droits de l'homme » , sur Le Nouvel Obs, 9 décembre 2008 (consulté le 4 janvier 2025).